# Phytodietus semifuscus
Phytodietus semifuscus är en stekelart som beskrevs av Loan 1981. Phytodietus semifuscus ingår i släktet Phytodietus och familjen brokparasitsteklar. Inga underarter finns listade i Catalogue of Life.